# Laolestes
Laolestes és un gènere extint de mamífers driolèstides de la família dels driolèstids que visqueren al supercontinent de Lauràsia des del Juràssic superior fins al Cretaci inferior, fa entre 132,6 i 152,2 milions d'anys. Se n'han trobat restes fòssils als Estats Units, Portugal i el Regne Unit.